# چارلی بیسبی
چارلی بیسبی (انگلیسی: Charlie Bisby؛ 10 September 1904 – ۱۹۷۷ (۷۲−۷۳ سال)) بازیکن فوتبال بود.
از باشگاه‌هایی که در آن بازی کرده‌است می‌توان به باشگاه فوتبال پیتربورو یونایتد اشاره کرد.